# Музыка маори

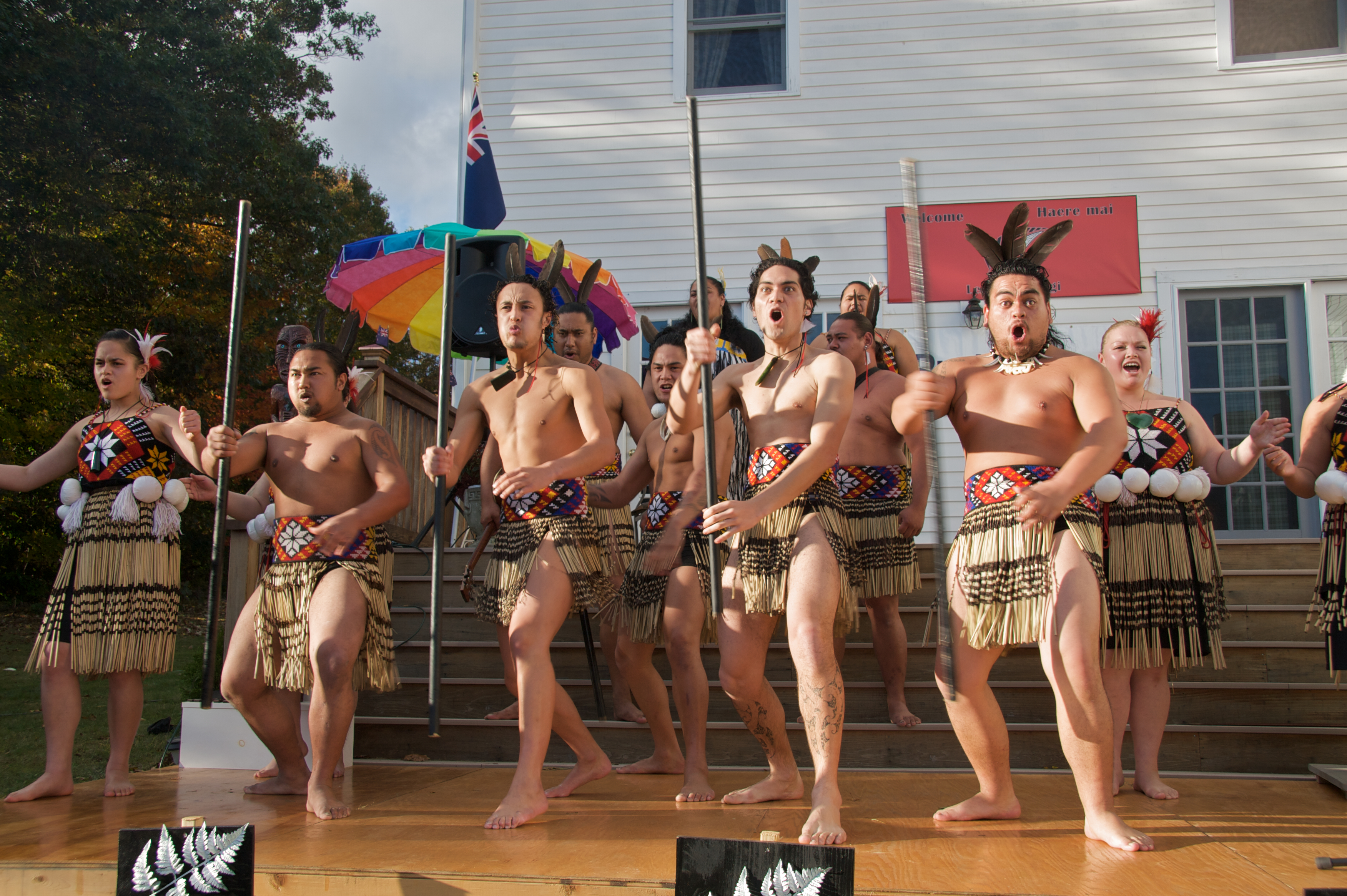
Танец маори

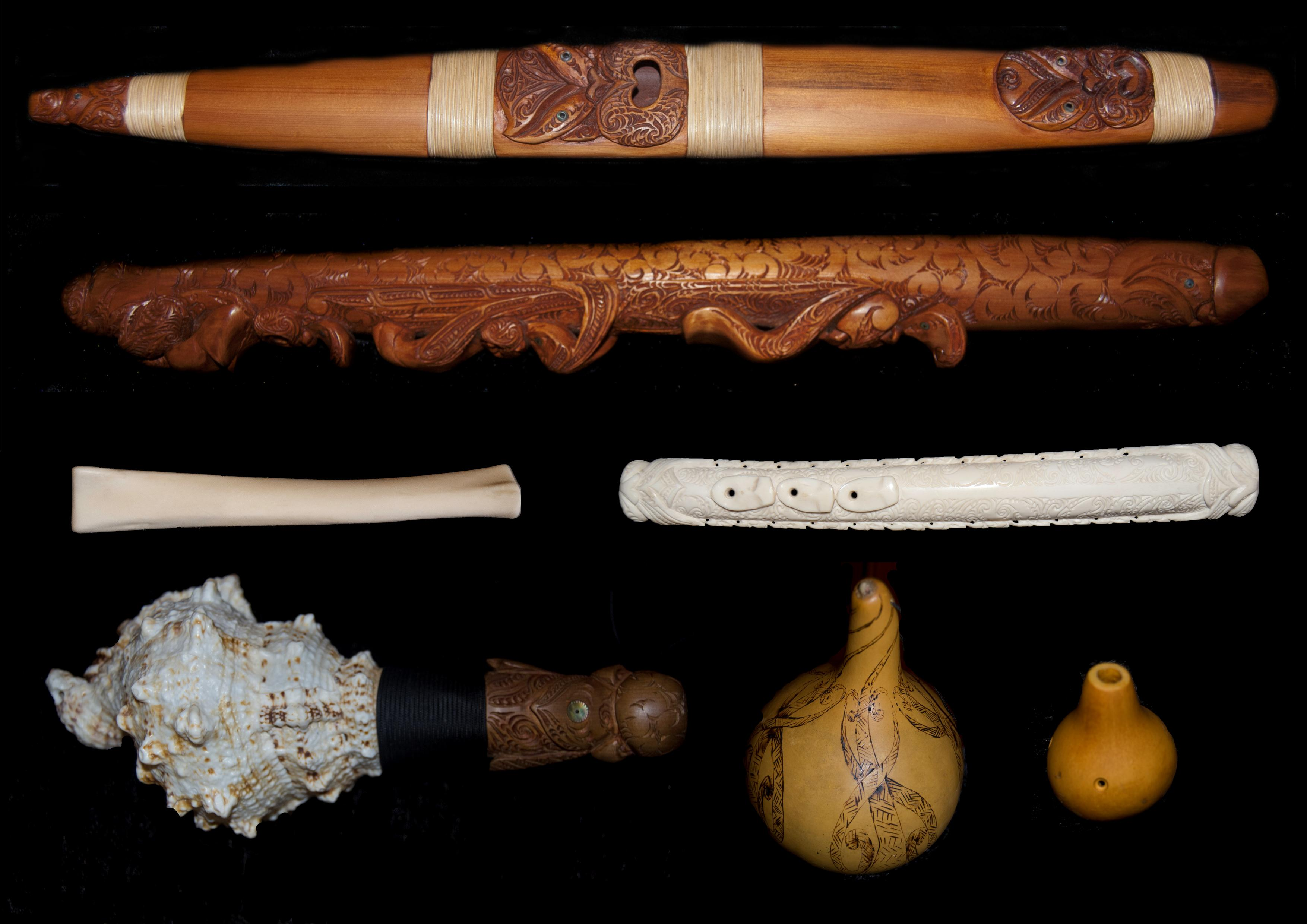
Музыкальные инструменты маори

Музыка маори — одно из искусств народа маори, входящее в музыкально-танцевальные искусства Океании. 
Музыка была неотъемлемой частью повседневной жизни народа маори, сопровождая каждого его представителя от рождения до смерти. Некоторые танцы и песни, приуроченные к различным событиям — весёлым или грустным — дошли до нас, другие же исчезли вместе с культурным контекстом. Так, к примеру, исчезли некоторые военные песни. Маори до контакта с европейской цивилизацией не имели сложной мелодической музыки. Многие песни исполняли речитативом на одной ноте, а если ноты всё-таки имелись, то использовалось не более четырёх разных. Маори имеют собственные музыкальные инструменты. 
В XIX веке музыкальная культура маори подверглась активной европеизации, однако не исчезла, а влилась в общую новозеландскую. В пении считалось важным не делать ошибок в дыхании и словах, а также не фальшивить, ибо всё это считалось дурными предзнаменованиями.
Зачастую танцы маори невозможно отделить от музыки, а музыку — от магии: к примеру, хака исполняется со специфическим танцем и особой песней и представляет собой одновременно музыкальный и танцевальный жанр, ввиду чего в этой статье они рассмотрены вместе.

## История

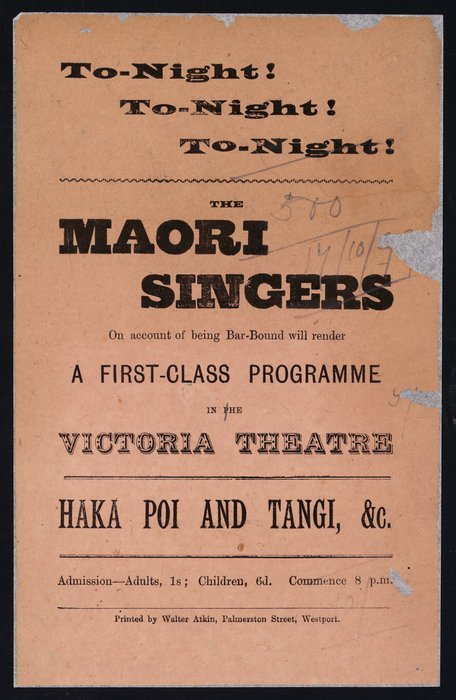
Театральное выступление в Уэстпорте, в программе — хака, пои и танги

Маори встретили первого из европейцев, посетившего Новую Зеландию, Абеля Тасмана, звуками духового инструмента (скорее всего, конха). Джеймс Кук оставил множество описаний музыки и танцев маори после своего путешествия на новозеландские острова: его судно часто натыкалось на боевые каноэ, пассажиры которых исполняли военные танцы. С этих описаний началась история изучения музыкального искусства новозеландских маори. Путешественники оставили множество записей о танцах и песнопениях этого народа, благодаря чему до нас дошли некоторые сведения об уже исчезнувших жанрах; позже исполнение стали записывать на восковые цилиндры, а затем и аудиокассеты.
Путешественники часто высказывали неодобрение по поводу бедного мелодического состава музыки, в которой можно было различить не более 3—4 нот. Сопоставив более 800 песен, было определено, что, хотя ни одна отдельная песня не содержит семи нот, в совокупности в музыке маори можно выделить их все. У песен наблюдалось относительно чёткое разделение на жанры, хотя некоторые произведения относят сразу к нескольким. Влияние европейской музыкальной традиции началось довольно скоро: исполнение песни жанра пои на аккордеоне зафиксировано уже в 1880-х годах.
Христианский миссионер Генри Уильямс писал:

Оригинальный текст (англ.)I feel it necessary to prohibit all old customs; their dances, singing, and and tatu-ing, their general domestic disorders. In Auckland, the Europeans are fond of assembling large parties for the purpose of exhibiting their horrible dances, &c.
Я считаю, что необходимо запретить все старые обычаи, танцы, пение и татуировки, все основные местные вакханалии. В Окленде люди любят собираться большими компаниями с целью демонстрации своих ужасающих танцев.— Henry Williams to the Reverend E. G. Marsh. 1845
Христианские миссионеры пропагандировали исполнение гимнов среди местного населения, и этот жанр был быстро усвоен маори. Параллельно миссионеры активно препятствовали исполнению военных песен и танцев, а также другим местным практикам, положив начало их исчезновению. Вслед за миссионерами в Новую Зеландию прибыло множество колонистов, вместе с которыми прибыла и европейская музыка, а также музыкальные инструменты. Со временем отношение к танцам со стороны европейцев улучшилось, хаку стали регулярно исполнять при визитах королевской семьи.
Первые гимны на языке маори были опубликованы в 1827 году в составе сборника. Множество новых песен в стиле пао, пои и ваиата сочиняются с европейскими мелодиями, изначально они стали популярны на курортах, расположенных вокруг озера Роторуа. Важную роль в становлении современной музыки маори сыграл австралийский и новозеландский композитор Альфред Хилл, опубликовавший два собственноручно составленных и аранжированных сборника песен маори. Известны и сочинения самого́ Хилла, созданные под влиянием музыкальной традиции маори: «Симфония маори» 1899 года, опера «Тапу» (1902) и несколько песен.
Широкую известность получили песни «Ваиата пои» Хилла, «Хине э хине» Фанни Роуз Ховиэ, «Э пари ра», «По ата рау» и «Покарекаре-ана».
В 1970 году в Оклендском университете открылся Архив музыки маори и тихоокеанских народов (англ. Archive of Maori and Pacific Music), по состоянию на 2001 год это самое полное собрание музыкальных произведений народа маори. Кроме него, крупные коллекции музыкального искусства маори содержатся в Национальной библиотеке, Библиотеке Хокена и архиве Radio New Zealand.

## Исполнение и особенности
Каждая песня маори должна была иметь тему: петь без темы (маори kōhau) считалось дурным предзнаменованием. Исполнение каждой песни должно было быть чётким, громким, ритмичным и строго в унисон, обратное сулило беды, а в случае с чтением заклинаний — даже смерть. Кроме того, в случае с заклинаниями и ваиата очень важным считалось исполнить как можно больше на одном дыхании, а пауз, даже для того, чтобы перевести дыхание, избегали. В результате при групповом пении исполнители заучивали индивидуальные места для пауз, чтобы не останавливаться одновременно. Остановка для вдоха при этом может находиться в любом месте, даже в середине слова.
Важную роль в традиционном пении играет ведущий или запевала. В некоторых жанрах (например, хака) запевала исполняет куплет, а хор — припев; в других ведущий периодически исполняет соло, чтобы остальные могли перевести дыхание; в третьих (например, ваиата) роль ведущего не так явно заметна, но он задаёт темп и начинает песню. Другая роль запевалы — выбрать наиболее подходящий тембр: женщины традиционно исполняют песни на октаву выше мужчин, и если мужчина-запевала возьмёт слишком высокий тембр, то женщины не смогут петь так высоко.
В музыке маори использовались ионийский и эолийский лады. В одном исследовании 47 % из 800 изученных мелодических песен имели три ноты, 31 % — четыре, 17 % — две, при этом имеется небольшая разница в процентах для отдельных племён. При этом в пределах музыкальной фразы высота звука меняется не более чем на 1—3 полутона, самые частые интервалы между нотами — большая и малая секунды. Сведения о якобы существовавшем у маори различении четвертей тонов являются ошибочными.
Музыка маори не использует гармонию, даже несмотря на многолетнее влияние европейской музыкальной традиции. Кроме того, характерной особенностью традиционной музыки является постоянный темп.
В словах традиционных песен много застывших формул, к примеру, многие ваиаты начинаются со строки «E muri ahiahi, takoto ki te moenga» («Вечером я горюю лёжа на своей постели»), либо с фразы «E muri ahiahi», заканчивая её иначе; другой популярный способ начать ваиату — «Kāore te aroha» («О, как печально»). Другая важная черта лирики — чрезвычайная сложность и обилие метафор и каламбуров.
Обучение пению проходило преимущественно путём имитации и наблюдения за мастерами. Однако известно также о наличии у маори общеполинезийской практики обучения знатных мальчиков в школах. Современные технологии добавили к этому прослушивание записей.

## Игровые песни

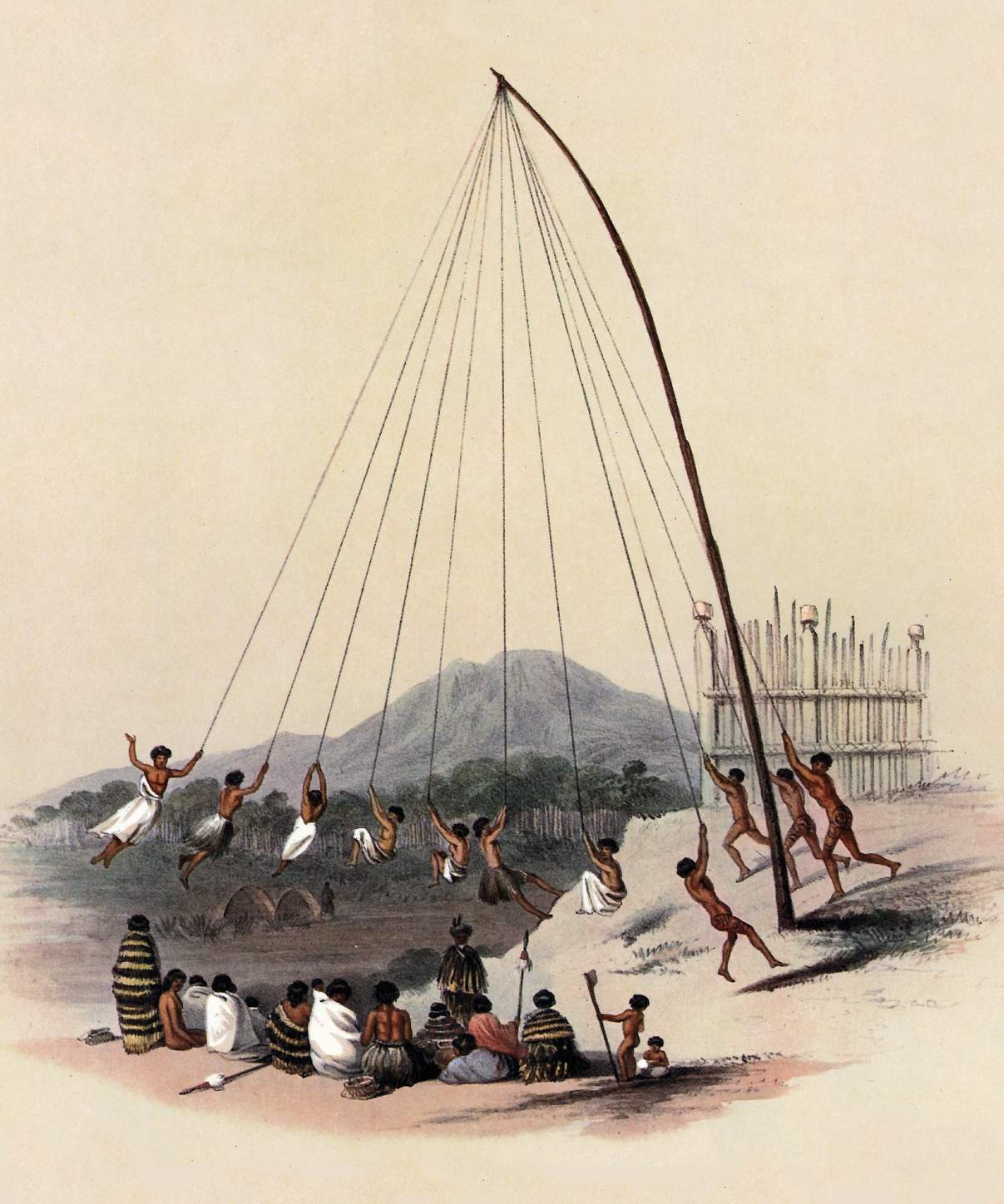
Игра с морере

Значительное количество детских игровых песен было утеряно уже в конце 1890-х годов. Известно несколько песен, которые надо было произнести на одном дыхании, также особые произведения, исполняемые при игре в «тарзанку» (маори moari, mōrere), в колыбельку, с марионетками и так далее. Детские песни не имели собственных мелодий и исполнялись в жанрах хака, каракиа, патере и пао.

## Песни-речитативы и танцы

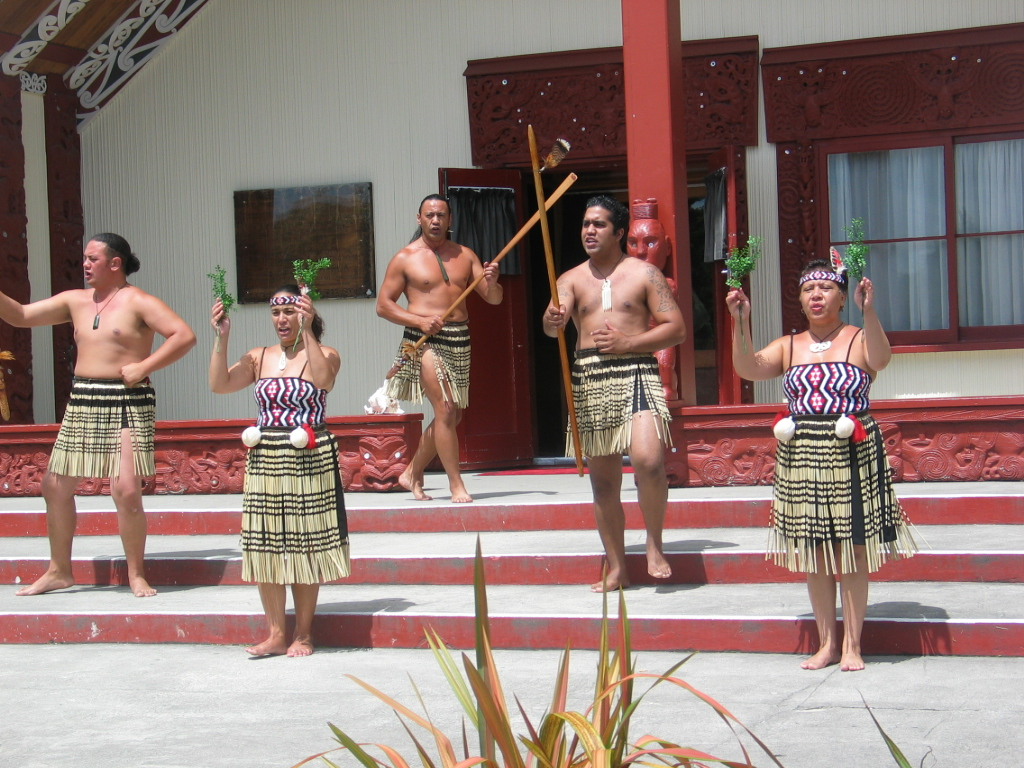
Традиционное приветствие на пороге мараэ

Песни-речитативы характеризуются высоким темпом и неустойчивым тембром.
Примером того, насколько музыка была интегрирована в общество маори, может служить традиционное собрание. Речитативы сопровождали каждый его этап, танцы — почти каждый. Необязательные элементы указаны курсивом:
защитное заклинание (маори waerea);
соревнование (маори wero);
вызов (маори karanga);
приветственный распев (маори pōwhiri) или причитания (маори tangi);
официальная речь, демонстрация ораторского искусства (маори whaikōrero):
открывающая молитва (маори tauparapara);
дань уважения предкам (маори mihi ki te whare tupuna);
благодарность Матери-Земле (маори mihi ki a Papatūānuku);
дань уважения мёртвым (маори mihi ki te hunga mate);
благодарность за свою жизнь (маори mihi ki te hunga ora);
объявление цели собрания (маори te take o te hui);
песнь (маори waiata);
хонги (маори hongi).

### Военная музыка

Хака

Военная музыка включает в себя множество современных и исчезнувших жанров; основными можно назвать некоторые заклинания (маори karakia), соревновательные песни, триумфальные, проклятия (маори kaioraora), песни дозорных (маори whakārāra pā), песни, исполнявшиеся с ритуальным потрясанием отрубленными головами (маори pīoi). Песни дозорных исполняли защитники па, чтобы уведомить атакующих, что им не удалось застать па врасплох.

### Женские танцы
- Также см. #Пои

Первые европейцы, посетившие Новую Зеландию, были шокированы соблазняющими женскими танцами «копикопи» и «ониони». Они включают вращательные движения бёдрами, имитацию полового акта и касания тел пальцами. Де Сюрвиль упоминает, что в процессе исполнения танца одна из женщин схватила его за талию и попыталась склонить к соитию. Копикопи, возможно, был изобретён на Гавайях или островах Кука, и позже перенят маори.
Рурирури — другой женский танец, исполнявшийся преимущественно сидя под аккомпанемент непристойных песен. В XX веке данный танец уже исчез. На свадьбах женщины, выстроившись в один или два ряда, пели и танцевали единственный известный неэротический женский танец — «каникани» — сопровождая его медленными элегантными движениями.
Ритуал встречи или вызова в мараэ, каранга, также выполняется женщинами. Хозяйки начинают приветственную речь, упоминая умерших (особенно тех, кто умерли недавно), здороваясь и повторяя причину встречи, представляя всех присутствующих; затем тем же самым отвечают гостьи. Обмен репликами продолжается до тех пор, пока гостьи не умолкают. Каранга может исполняться в других случаях, на встречах или перед объявлением. Если у пришедших чужаков не было умелой исполнительницы каранги, то хозяева обычно отправляли одну из своих женщин отвечать за гостей.

### Каракиа и таупарапара
Заклинания (маори karakia) активно использовались в повседневной жизни. Насчитывается более 130 разновидностей, от простых детских (их произносили над игрушками) до сложных и детализованных, которые имели право произносить только жрецы. Произносить «каракиа» следовало очень тщательно, так как за любой ошибкой следовало божественное возмездие. При этом обычно их читали очень быстро (скорость может достигать 300 слогов в минуту) и без пауз. Кроме точности произношения, сила заклинания зависела и от маны произносящих.
Таупарапара — обязательный элемент речи на собраниях — обычно представляют собой фрагменты более длинных произведений, зачастую заклинаний, и произносятся в той же манере.

### Манававера и пихе
После битвы, выигранной племенем Тухоэ (маори Tūhoe), их женщины (и редкие мужчины) встречали воинов из проигравшего племени одетыми в старые и грязные одежды, чтобы исполнить особый танец (маори manawawera). Позже, вероятно, манававера превратился в скорбный танец над умершим при посещении мараэ. Северные племена называли аналогичный танец «пихе» (маори pihe). Танец и пение, сопровождавшие последний вечер похорон, носят название «покека» (маори pōkeka).

### Маэмаэ
Маэмаэ (маори maemae, также маимаи, маори maimai) — разновидность песенно-танцевального похоронного представления. Мужчины и женщины во время исполнения маэмаэ потрясают копьями, машут зелёными листьями, высовывают языки и вращают глазами в знак траура и злости на смерть. У некоторых племён похоронные танцы и песни имели индивидуальные отличия: например, племя Туфаретова исполняло его в стиле хаки.

### Патере и каиораора
«Патере» (маори pātere) — групповой жанр песни, преимущественно женский, имеет оскорбительные слова и представляет собой ответ на вербальную агрессию, сплетни. Слова песни описывают родственные связи исполнительницы, пение сопровождается специфическими спонтанными гримасами и жестами, аналогично хака. Патере исполняется на одной ноте или фразами, во втором случае сначала мелодия постепенно идёт вверх по нотному ряду, а затем в конце куплета резко снижается. Патере исполняется по очереди: пока поёт одна часть группы, другая переводит дыхание. Имеется тенденция к переходу на двудольный метр.
«Каиораора» (маори kaioraora, буквально «есть живьём») сходны с патере, отличаются крайне жестокими словами. Каиораора исполняет жена погибшего воина, обещая его убийцам худшие кары и оскорбляет их предков (известны также каиораора, сочинённые мужчинами).

### Рабочие песни

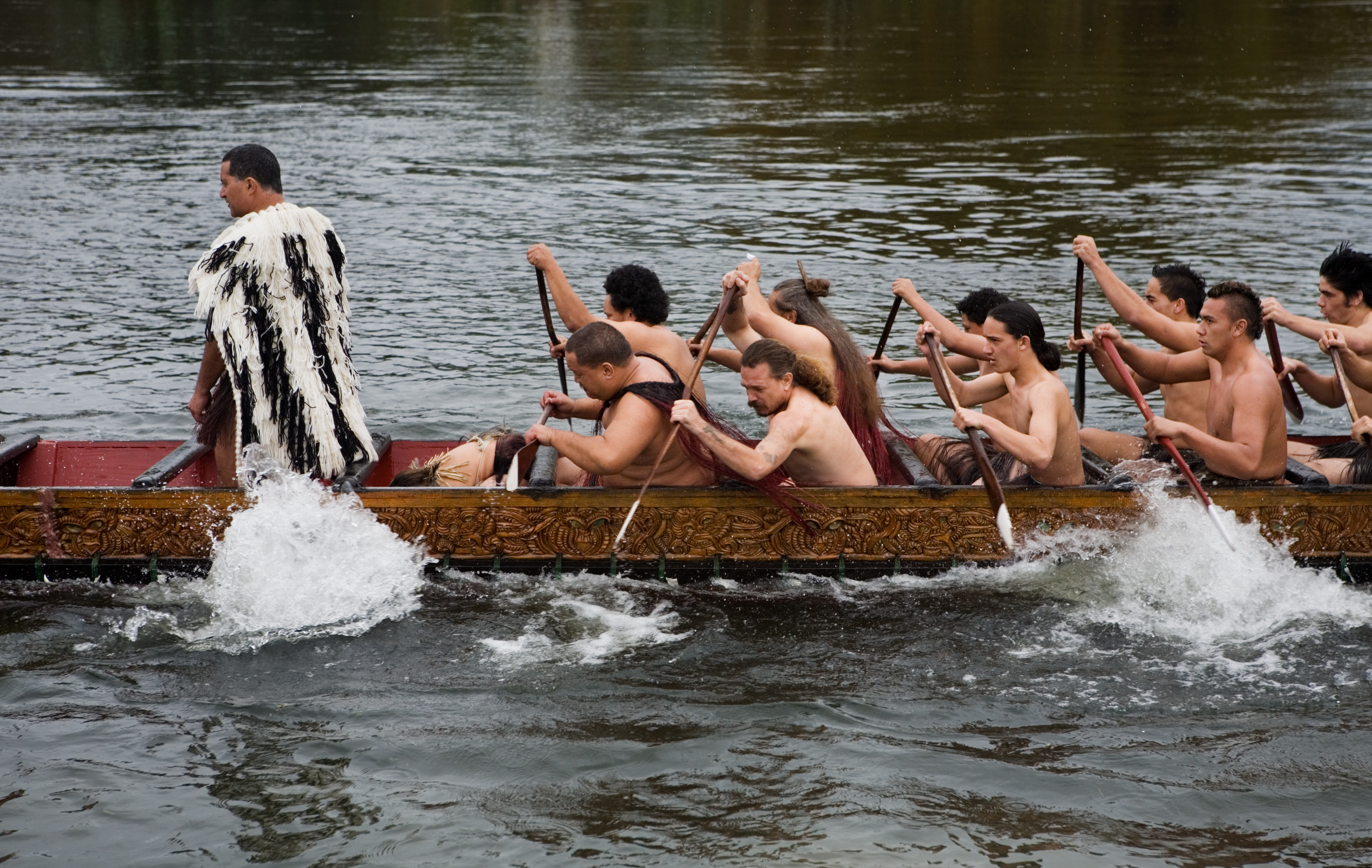
Гребля на каноэ

При выполнении монотонной работы (перенос каноэ, гребля, посадка сладкого картофеля и его культивация) маори исполняли ритмичные заклинания, которые зачастую ошибочно именуются рабочими песнями. Настоящую песню такого рода представляет собой только ко кумара (маори kō kūmara): там имелся запевала, которому отвечали все остальные. Перед началом работы произносили заклинание, а пение начиналось непосредственно при вскапывании земли.

### Хака
Хака — ритуальный танец, во время которого исполнители топают ногами, бьют себя по бёдрам и груди, и выкрикивают аккомпанемент; это один из самых известных видов музыкального искусства маори. Хака исполнялась преимущественно вечером для развлечения и для приветствия гостей; существовали сугубо мужские хака, женские, детские, а также подходящие взрослым обоих полов. Хака исполняется одновременно всеми участниками и сопровождается гримасами.

### Хари каи
Песни «хари каи» сопровождали подношение еды гостям. Женщины с корзинами, полными традиционного кушанья «ханги», шли от печей к мараэ, выстроившись в два ряда. Ведущие колонну женщины пели особые песни, а вся процессия периодически останавливалась, чтобы исполнить особый танец. Слова песен хари каи содержат эротический подтекст и непристойные выражения (к примеру, в одной из песен упоминается, что если выпить слишком много воды, то придётся часто отлучаться в туалет).

## Песни под музыку
Все традиционные песни маори исполняются в унисон. Песни с мелодией обычно более созерцательные и личные, они часто имеют форму беседы.
Окончание песни часто оформляется глиссандо.

### Ваиата
Ka eke ki Wairaka ka tahuri whakamuri, 

Kāti ko te aroha te tiapu i Kakepuku 

Kia rere arorangi te tihi ki Pirongia 

Kei raro koe Toko, taku hoa tungāne.

Бросаю взгляд назад с вершины Ваираки,

Моя любовь легко перемахнёт Какепуку,

Взлетит над вершиной Пиронгиа,

Где ты, мой Токо, моя любовь, мой брат.
Ваиата — наиболее часто исполняемые песни, больше половины записанных произведений песенного жанра относятся к ним. Самые известные поджанры ваиата — скорбные и любовные, однако существует множество специфических разновидностей вроде «ваиата для курения трубки» (маори waiata kaipaipa) или «ваиата для исполнения с пои» (маори waiata poi). Запевалой может быть мужчина или женщина. Ваиата пели для отдыха между выступлениями ораторов, а также в других подходящих ситуациях.
Любовные и скорбные ваиата похожи до степени смешения ввиду того, что любовные песни всегда повествуют об ушедшей или несчастной любви (например, упрашивая мужа поющей позволить ей уйти к другому), а скорбные могут быть посвящены не только памяти умерших, но также потере земель, болезни и другим печальным событиям. Около 4/5 известных песен этого жанра — исполняющиеся на похоронах waiata tangi, почти все остальные — любовные.
Любовную песню обычно пели женщины, но её мог исполнить вождь, сожалеющий об отсутствии на встрече важного союзника; в пении он мог представить союзника своей любовницей, которая покинула его.
Разновидность более лёгких и весёлых любовных песен «ваиата фаиаипо» (маори waiata whaiāipo) предназначалась для развлечения. Женщина могла попытаться подбодрить понравившегося ей мужчину, представив его своим любовником в песне и признавшись в любви.

### Ориори
Детские песни ориори часто соотносятся с европейскими колыбельными песнями, однако в действительности для усыпления детей они не использовались. Ориори имеют длинные, насыщенные смыслом и именами труднопереводимые тексты, содержащие генеалогические сведения, рассказы о знаменитых сражениях, мифы о прибытии маори в Новую Зеландию, проклятия в адрес убийц и подобную информацию; их сочиняли родители или прародители детей знати для их обучения. Исполняются в быстром темпе, при наличии запевалы его партия ограничена выкриками в начале или конце куплета.

### Пои

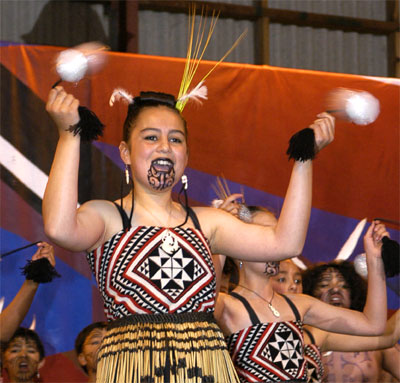
Женщина с традиционной татуировкой исполняет песню «пои»

«Пои» называют песни, сопровождающие представления с одноимённым инвентарём; в основном их исполняют женщины, всегда хором без запевалы. Не все песни-пои относятся к мелодической музыке, однако со временем речитативные формы заменяются мелодическими. В 1910 году на представлении с пои, организованном по случаю визита будущих короля Георга V и королевы Марии, аккомпанемент состоял из скрипок, варгана и флейт.
Первые описания пои указывают на то, что это игра, а не танец (впрочем имеется свидетельство 1841 года, где пои назван танцем), изначально он не сопровождался пением. Танец с пои исполняли как стоя, так и сидя, однако в последнем случае соединяющая шары верёвка должна быть короче. Сохранившиеся с начала XX века описания позволяют определить, что песни этого жанра исполнялись преимущественно на двух нотах, основной размер — 3/8 или 2/4, конец каждой строфы поющие проговаривали (аналогично хака). Почти все современные пои имеют европеизированные мелодии. Встречаются также пои, сочинённые в форме хаки.

### Пао
Пао представляют собой импровизированные куплеты-двустишья. Пао редко описывают в литературе и редко ценят исполнители, хотя это самый распространённый вид мелодической песни после ваиаты. Пао может исполняться в качестве соревнования двумя или более людьми. Обычно один человек поёт куплет, после чего хор повторяет его, пока исполнитель придумывает следующий. Хотя особо запомнившиеся куплеты иногда повторяют при следующем исполнении, большинство пао быстро забываются, ввиду чего куплеты возрастом более 100 лет встречаются крайне редко.
Обычные темы для пао — романтическая любовь (либо несчастливая, либо напротив — с фривольными описаниями и скабрёзными деталями). Отдельные жанры имелись для взаимоуспокоения двух вдов и для прощания с умершими; для иллюстрирования рассказов, для ответа на насмешки и так далее.
Стихотворный размер — обычно ямб, мелодия часто исполняется по нисходящей. Около четверти пао замедляются в середине строки или в конце фразы. Тактовый размер варьирует: большинство пао имеет трёхдольный метр (особенно распространён размер 3/8 с темпом 50—80, встречается 3/4 и темп 100—115); известны также пао, исполняемые в 2/4 и 2/8. Женское исполнение пао часто включает сложное украшение звука.

### Песни с элементами танца
Новейший традиционный жанр — «песни с элементами танца» (англ. action songs, маори waiata-ā-ringa, маори waiata kori), появившиеся в начале XX века. Аккомпанемент у таких произведений основан на европейских мелодиях, однако слова и движения танцев традиционные. «Ваиата-кори» обязаны появлением влиятельным политикам Апиране Нгате и Параире Томоане, которые создали первое произведение в данном жанре — E te ope tuatahi. Множество знаменитых «ваиата-кори» написала композитор Туини Нгаваи.

## Музыкальные инструменты
Маори пользовались только духовыми инструментами и идиофонами (при полном отсутствии ударных и струнных, за исключением, возможно, варгана). Наиболее важные музыкальные инструменты — идиофоны паху, токере, пакуру и рориа; аэрофоны коророху, пуророху, тетере, путатара, пукаэа, путорино, коауау и нгуру.

### Идиофоны

#### Паху

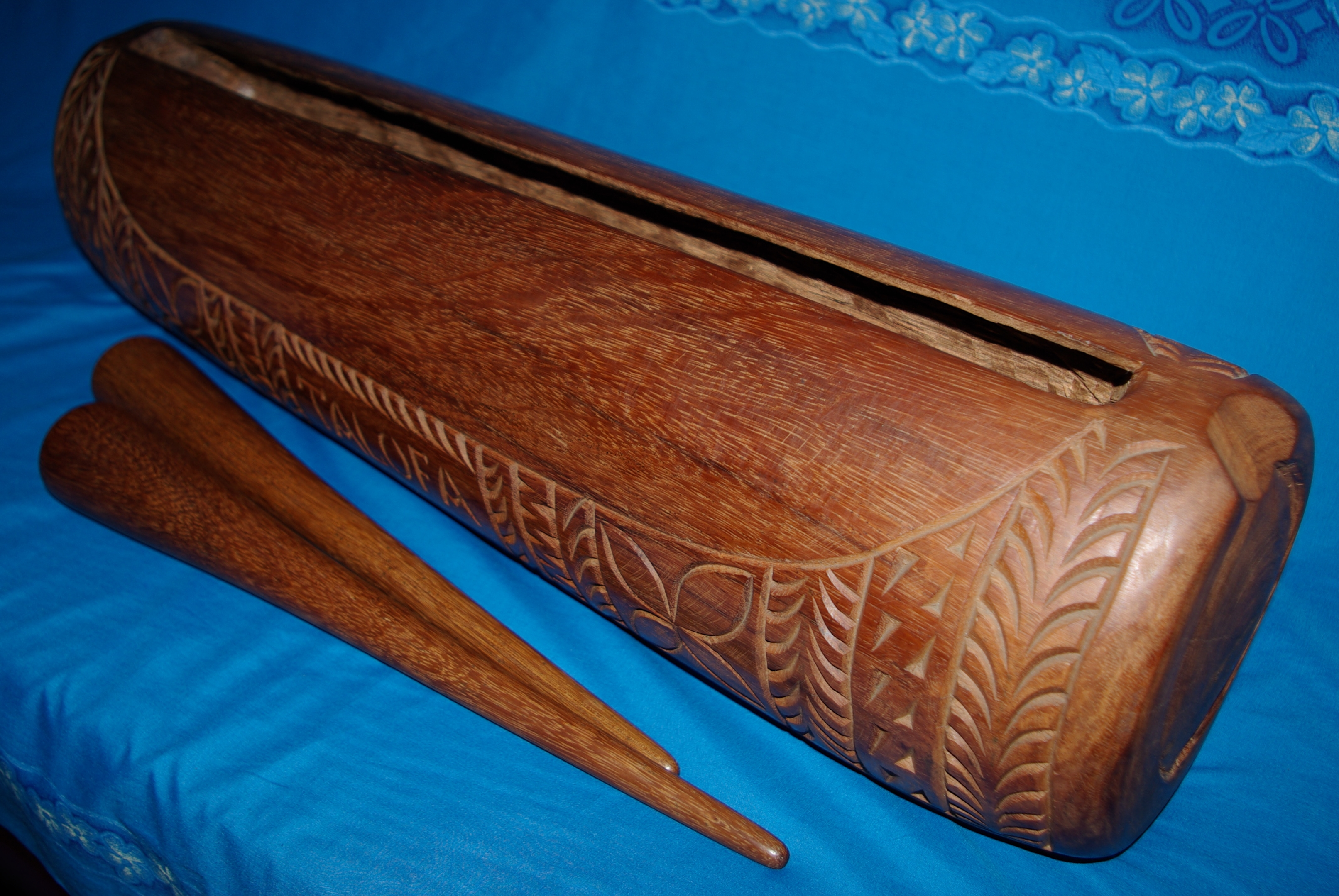
Полинезийский щелевой барабан, Самоа

Важнейшим инструментом для маори был деревянный гонг «паху» (маори pahū), подвешиваемый на верёвках у наблюдательного пункта на возвышении. Дозорные периодически били в паху, чтобы сообщить жителям па. Существовало две разновидности паху: щелевой барабан обычно длиной 1,2—1,5 метра, и плоский кусок древесины, обычно Prumnopitys taxifolia или, реже, Hedycarya arborea, с углублением или отверстием в центре. Самые большие паху достигали 9 метров в длину, их звук разносился на расстояние до 20 км.
Щелевой барабан появился у маори Северного острова независимо от прочих полинезийских народов уже после того, как они достигли Новой Зеландии, примерно в XV—XVI веках. При этом на Южный остров паху так и не попал.

#### Токере
«Токере» (маори tōkere) — деревянные или костяные кастаньеты, возможно, заимствованные у европейцев. Известен только один сохранившийся экземпляр, хранящийся в музее Окленда.

#### Пакуру

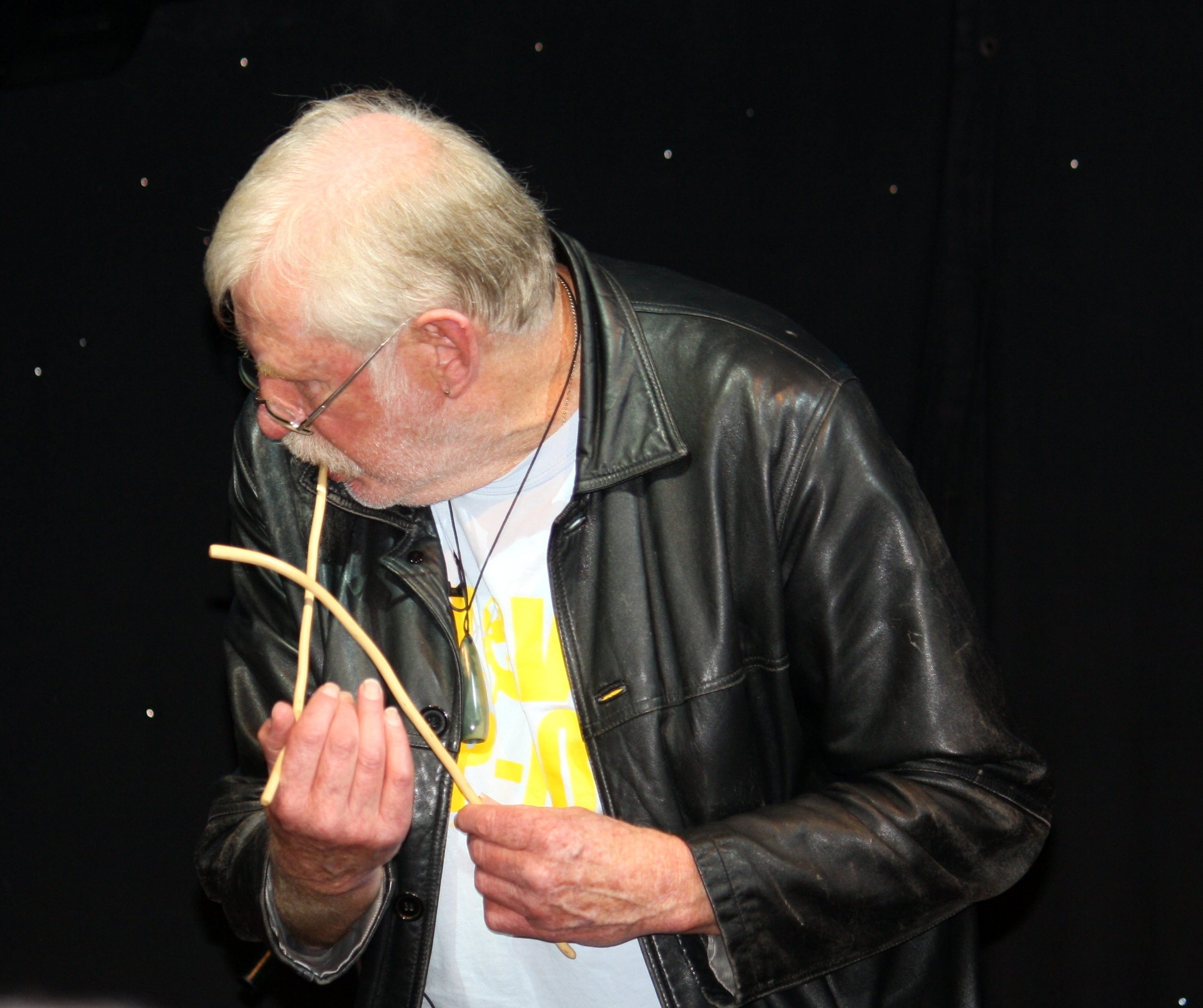
Исполнение музыки на пакуру

Пакуру представляет собой деревянный брусок 30—45 см длиной и толщиной 2,5—7 см, по которому ударяли 15-сантиметровой палочкой. При этом толщина бруска была неодинакова, и, ударяя по разным частям, можно было получить звук разной высоты.

#### Рориа
Рориа (маори rōria) — разновидность бесструнного варгана, кусок древесины Ripogonum scandens, на котором играли пальцем, держа у рта. Поговорка маори гласит: «Язык рориа ломается, а язык женщины — никогда» (маори he arero kareao ka whati, engari te arero wahine kāore kia whati — haere tonu ana); из неё можно сделать вывод, что от использования рориа со временем ломались.

### Аэрофоны

#### Коророху и пуророху

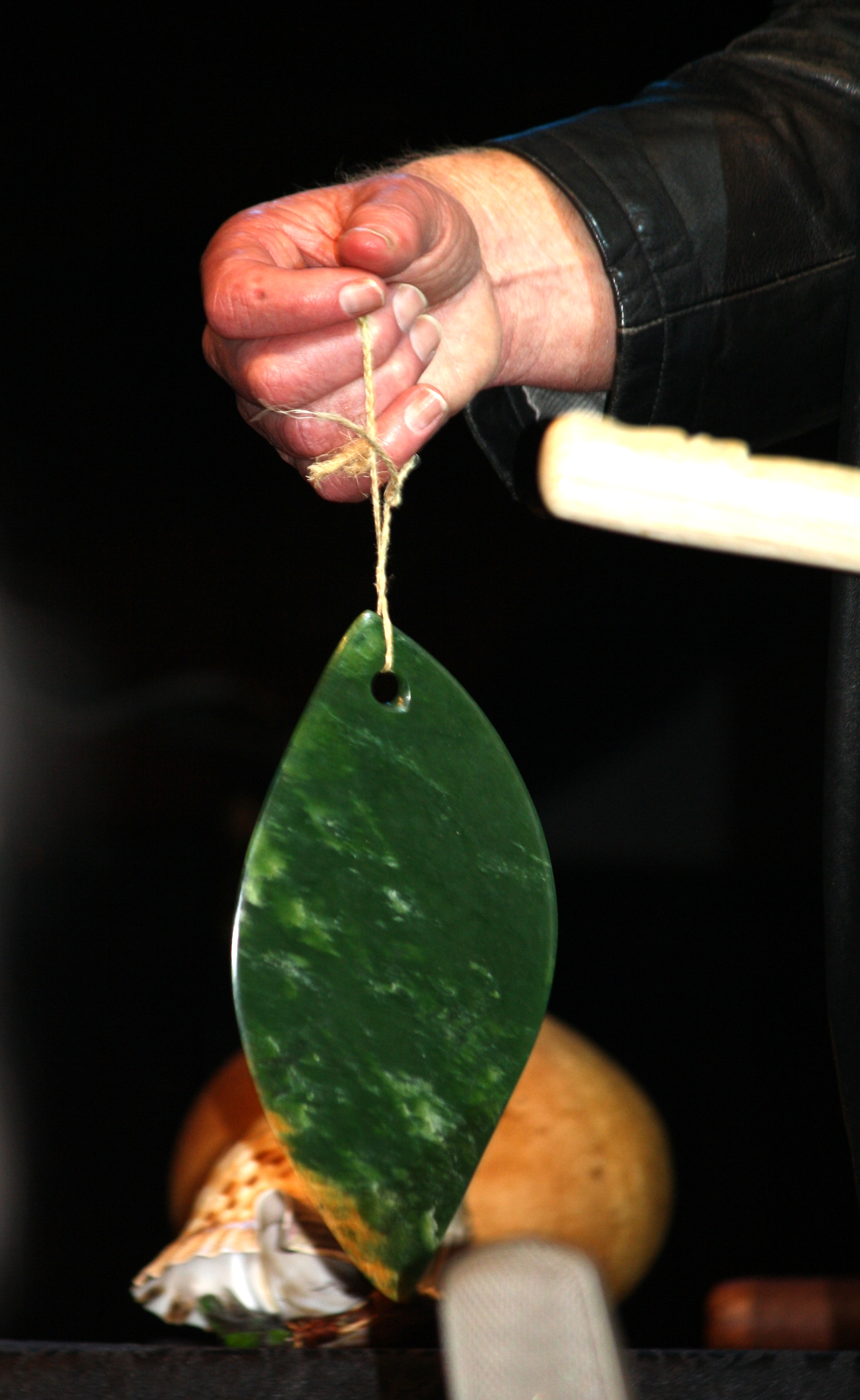
Гуделка маори из зелёного камня

Коророху (маори kōrorohū) — вертушка-трещотка, плоская деревянная детская игрушка длиной 7,5—10 см. В середине проделывали два отверстия и продевали сквозь них верёвку, надеваемую на палец. Затем игрушку закручивали и отпускали, разматываясь, она производила звук. Под аккомпанемент коророху исполняли песни в жанре пао.
Гуделка пуророху (маори pūrorohū) имеет похожую на коророху форму, однако больше по размеру (30—45 см) и имеет лишь одно отверстие на конце. Звук производился путём раскручивания пуророху на верёвке. Хотя похожий музыкальный инструмент встречается в Европе, Южной Америке и Азии, ни один из полинезийских народов, кроме маори, такого инструмента не изобрёл.

#### Горны
Общее ономатопоэтическое название для горнов — «пу» (маори pū). Под этим словом понимается четыре разновидности: листовой горн, деревянный боевой горн, конх и путорино (см. ниже). Имеются сведения о существовании горнов, изготовленных из бутылочной тыквы.
Тетере (маори tētere) — листовой гобой 23—60 см длиной, изготавливаемый из свежих длинных листьев новозеландского льна, скрученных в спираль. Тетере предупреждали о важных визитах и помогали организовывать атаку в военное время, с ними также играли дети.
Деревянный горн — пукаэа (маори pūkāea) — был изобретён в середине Классического периода (то есть в XV—XVI веках) и не был известен на Южном острове; словом «пукаэа» там обозначали духовой инструмент из новозеландского льна. Пукаэа делали, расщепляя длинный кусок древесины Prumnopitys taxifolia вдоль, выскабливая середину и затем соединяя получившиеся половинки воздушными корнями Freycinetia banksii. На узкий конец устанавливался резной мундштук. Большинство деревянных горнов имело длину 1,5—1,8 метра, однако встречались стационарные пукаэа длиной до 2,5 метров; диаметр раструба достигал 8—12 см. Длинные деревянные горны использовались для подачи сигналов с вершины па, более короткие брали собой на сражения. Помимо обычного звукоизвлечения, пукаэа использовались вместо мегафонов, причём в попытке улучшить звук в раструб изнутри вставляли колышек, имитирующий язычок в человеческом горле.
Конх (маори pūtātara, маори pū moana) изготавливали из крупной раковины, срезая узкую часть и надевая вместо неё деревянный мундштук, закреплённый в высверленных в раковине отверстиях. Как и в остальной Полинезии, у маори конх ассоциировался с вождями, которые носили подобные инструменты с собой, чтобы предупредить жителей окрестных поселений о своём прибытии. Также путатары помогали вести войско в бой, а некоторые высокопоставленные семьи возвещали с их помощью о рождении первенца мужского пола.
Наибольшую загадку среди инструментов данного типа составляет «путорино» (маори pūtōrino): однозначно установить, как на нём играли, до сих пор не удалось. С одной стороны путорино находится отверстие для звукоизвлечения, с другой — небольшая дырочка, через которую воздух выходит и которую можно затыкать пальцем. В середине прорезано отверстие, обычно в форме восьмёрки, окаймлённое резьбой в форме человеческого рта. Капитан Кук писал, что на путорино играют как на горне, другие путешественники писали о нём как о губной или носовой флейте.

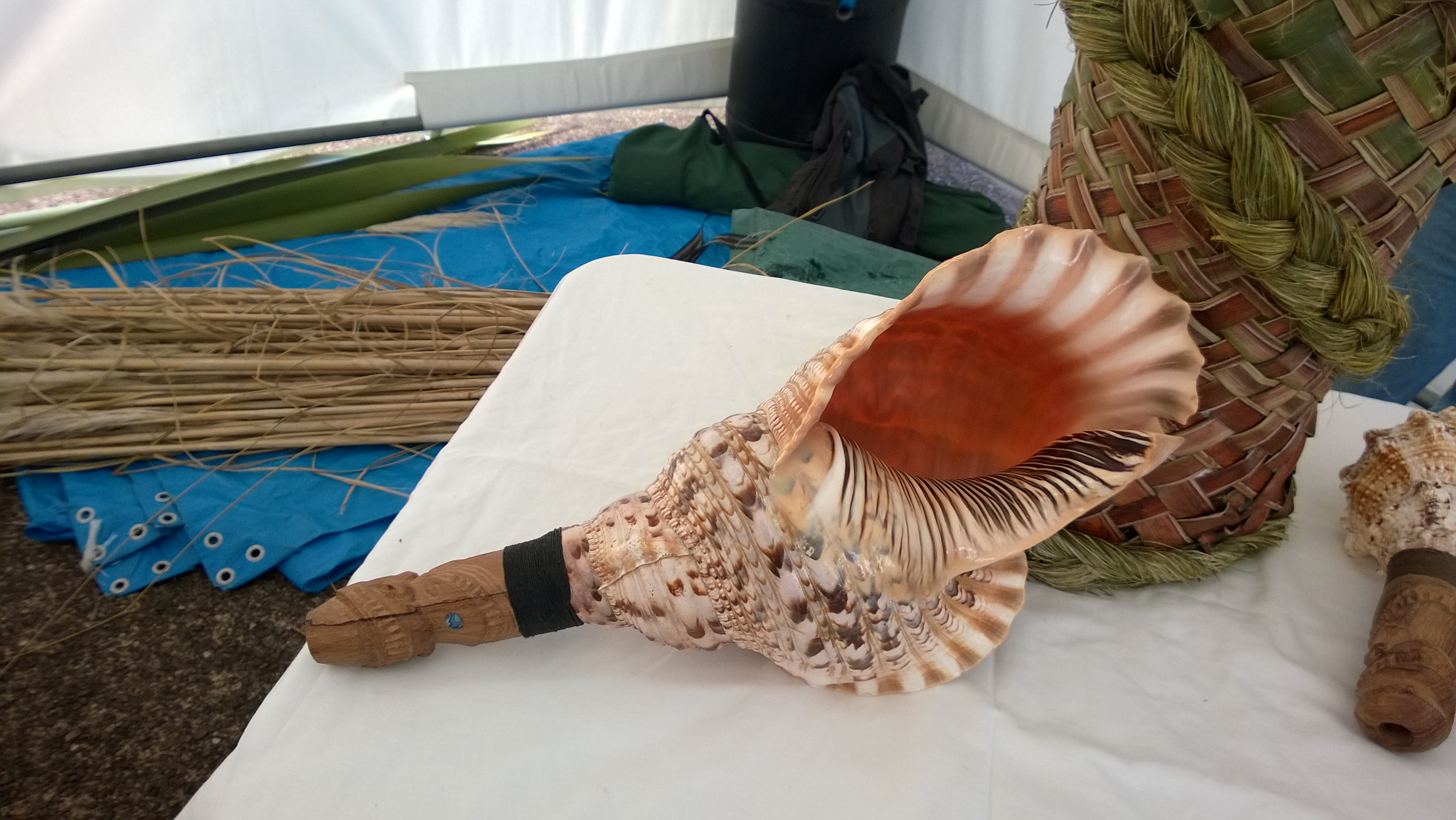
Конх «путатара»
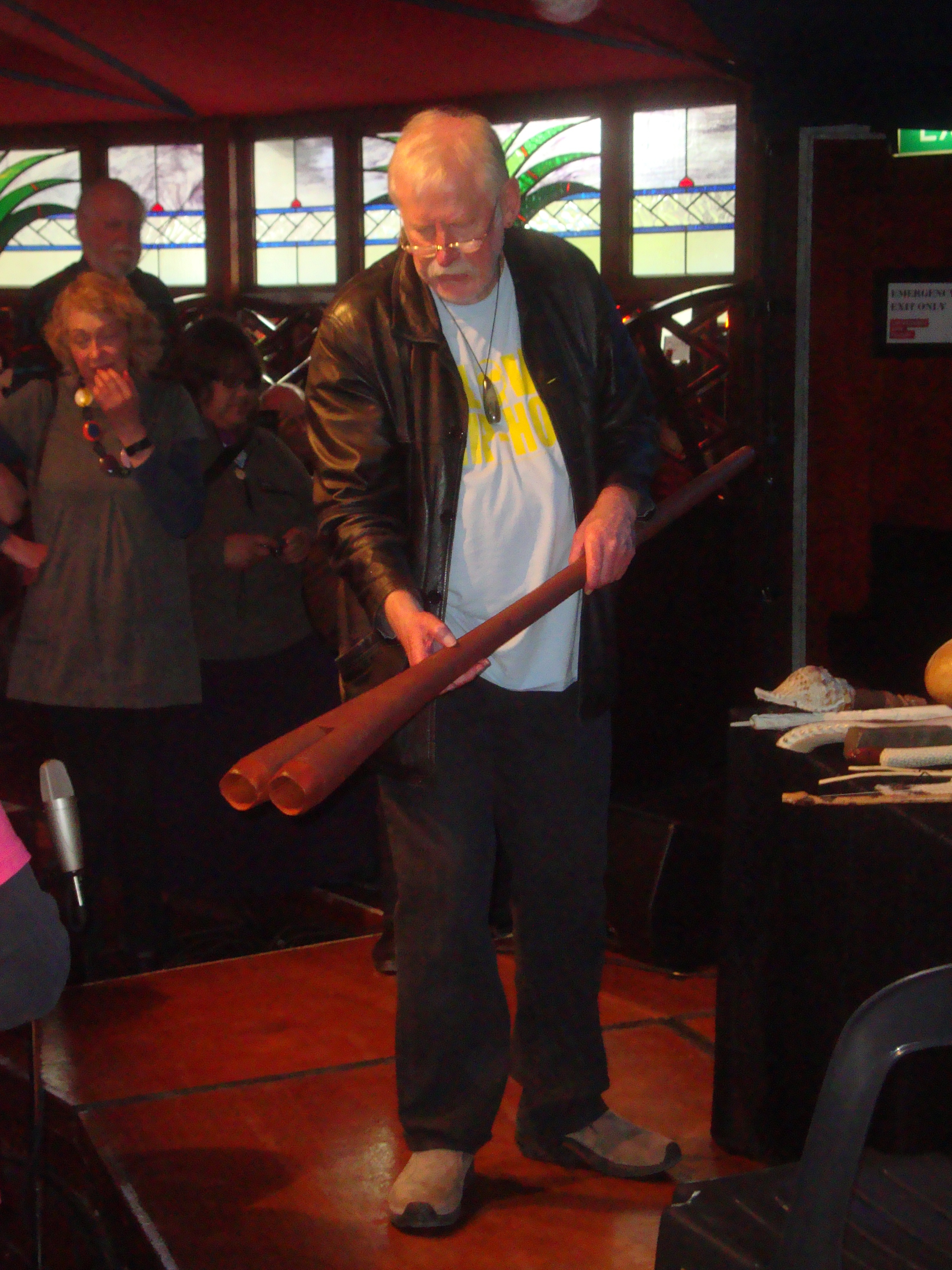
Исследователь музыки маори Ричард Нанс с пукаэа
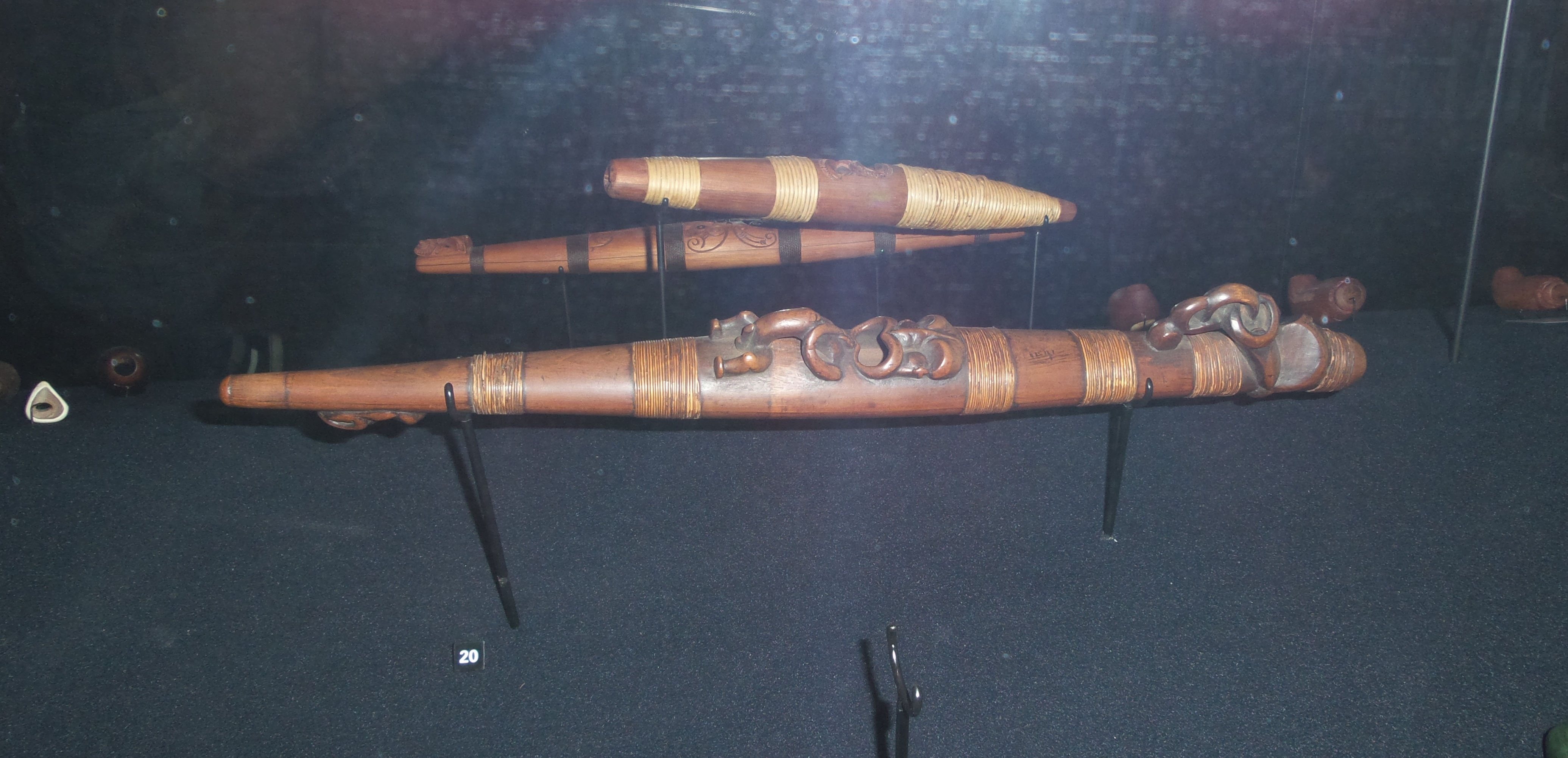
Три путорино

#### Флейты

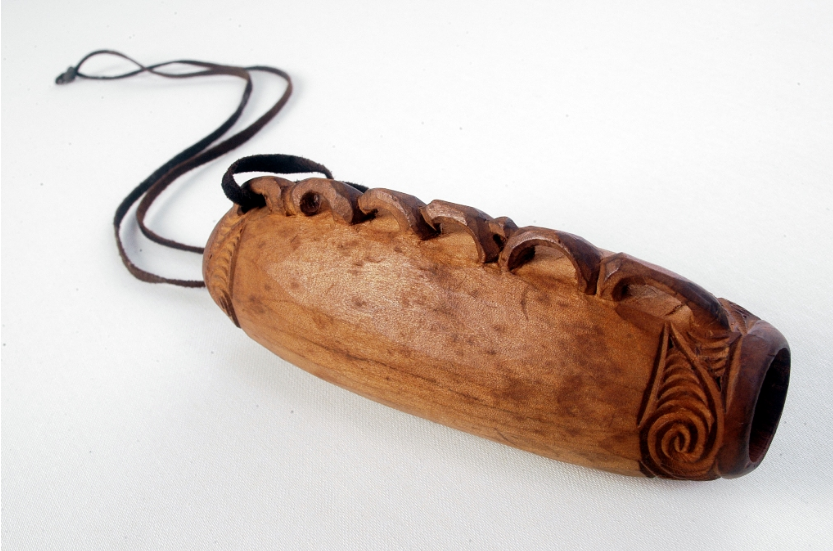
Коауау

Коауау (маори kōauau) — простая открытая с одного конца трубка из древесины или человеческой кости (также иногда из китовых зубов) длиной 12—15 см с тремя отверстиями. На корпусе коауау находилась искусная резьба и петельки для подвешивания: коауау носили на шее как украшения. Самые ранние известные коауау вырезали из костей альбатросов. Для игры на коауау её располагали диагонально и дули в отверстие в закрытом конце. Диапазон извлекаемых звуков наиболее велик у самых маленьких костяных флейт, у них он составляет полную октаву; у больши́х флейт обычный диапазон — 4 ноты.
Нгуру короче, чем коауау, средняя длина этого инструмент — всего 7—10 см. Их изготавливали из дерева, глины, камня или китовых зубов аналогично коауау, однако на сверху корпусе нгуру не 3, а 2 отверстия, дополнительные 1 или 2 иногда проделывали снизу; форма корпуса более сложная, чем у коауау, и представляет собой изогнутый толстый «язык» (иногда нгуру сравнивают по форме с короткой курительной трубкой).
Помимо коауау и нгуру известно ещё три разновидности флейт: поруту (вероятно, заимствование английского слова flute), представляющую собой удлинённую на европейский манер коауау; поперечная длинная деревянная флейта реху (сохранилось два экземпляра); фио (маори whio) — переходная форма между путорино и коауау.